# Ямуга
Ямуга — река в Московской области, левый приток реки Сестры, впадающей в реку Дубну.
Берёт начало в Алфёровских торфоразработках к северу от города Высоковска. Впадает в реку Сестру к северу от города Клина.
В верховьях река протекает по торфяникам и спрямлена каналом, в среднем течении течёт по сильно заболоченному лесу, более или менее сухие участки берегов застроены дачными посёлками.

## Гидрология
Длина около 15 км. Равнинного типа. Питание преимущественно снеговое. Ямуга замерзает в ноябре — начале декабря, вскрывается в конце марта — апреле.

## Притоки
(расстояние от устья)
- 0,2 км: река Липня (пр)
- 4,5 км: река Вяз (на некоторых современных картах — Вязь) (пр)
- 6 км: река Железовка (пр)

## Достопримечательности
Река не представляет интерес для туристов, но местные жители ценят природу Ямуги и её чистоту.